# Wang Zijie
Det här är en artikel om en person med kinesiskt personnamn; Wang är familjenamnet.
Wang Zijie (kinesiska: 王子杰), född 15 juli 1996, är en kinesisk fäktare som tävlar i värja.

## Karriär
Vid olympiska sommarspelen 2020 i Tokyo, som arrangerades 2021, blev Wang utslagen i sextondelsfinalen i värja av marockanske Houssam El-Kord. Han slutade även på fjärde plats tillsammans med Dong Chao och Lan Minghao i lagtävlingen i värja efter en förlust i bronsmatchen mot Sydkorea. Vid olympiska sommarspelen 2024 i Paris blev Wang utslagen i åttondelsfinalen i värja av japanske Koki Kano.